# فورونياكي (لفيفسكا)
فورونياكي (Вороняки) هي مدينة في مقاطعة لفيفسكا في أوكرانيا.